# Stazione di Cesenatico
La stazione di Cesenatico è una stazione ferroviaria posta sulla linea Ferrara-Rimini a servizio dell'omonima cittadina balneare.

## Storia
La stazione fu attivata il 4 luglio 1886 con l'attivazione del segmento Cervia-Cesenatico. Nel 1889 fu attivata la tratta Cesenatico-Rimini.

## Strutture e impianti
La stazione era dotata di tre binari passanti. In seguito alla soppressione del primo, i binari 2 e 3 furono rinumerati 1 e 2. Il primo binario è quello di corsa, mentre il secondo è usato per precedenze e incroci.

## Movimento
La stazione è servita da treni regionali svolti da Trenitalia Tper nell'ambito del contratto di servizio stipulato con la regione Emilia-Romagna.
Al 2007, l'impianto risultava frequentato da un traffico giornaliero di circa 430 persone.
A novembre 2019, la stazione risultava frequentata da un traffico giornaliero medio di circa 750 persone (350 saliti + 400 discesi).

## Servizi
La stazione è classificata da RFI nella categoria silver.
L'edificio dispone di un bar, servizi igienici, schermo per l'arrivo dei treni e altoparlanti per gli annunci.